# Grad (Eslovênia)
Grad (em húngaro:  Felsőlendva; nomes antigos: em esloveno:  Gornja Lendava, prekmuro: Gorenja Lendava) é um município da Eslovênia. A sede do município fica na localidade de mesmo nome.